# Ханон Старши
Вижте пояснителната страница за други личности с името Ханон.
Ханон Старши (на латински: Hanno, на гръцки: Ἄννων) e картагенски генерал, който служи при Ханибал през Втората пуническа война.
През 215 пр.н.е. той губи битката при Грументум против Тиберий Семпроний Лонг. През 214 пр.н.е. участва в третата Битка при Нола, при която картагенците са разгромени от римляните. След това Ханибал го изпраща с войската в Брутиум (Калабрия). През 207 пр.н.е. той и Магон Барка се бият в Келтиберия (Испания), където накрая е убит през 204 пр.н.е. от Сципион Африкански.